# Cantó d'Erstein
El cantó d'Erstein (alsacià Kanton Eerstain) és una divisió administrativa francesa situat al departament del Baix Rin i a la regió del Gran Est. Des del 2015 té 28 municipis i el cap és Erstein.

## Municipis
- Benfeld
- Bolsenheim
- Boofzheim
- Daubensand
- Diebolsheim
- Erstein
- Friesenheim
- Gerstheim
- Herbsheim
- Hindisheim
- Hipsheim
- Huttenheim
- Ichtratzheim
- Kertzfeld
- Kogenheim
- Limersheim
- Matzenheim
- Nordhouse
- Obenheim
- Osthouse
- Rhinau
- Rossfeld
- Sand
- Schaeffersheim
- Sermersheim
- Uttenheim
- Westhouse
- Witternheim

## Història
| Data d'elecció | Identitat       | Partit | Qualitat |
| -------------- | --------------- | ------ | -------- |
| 1919-1940      | Thomas Seltz    | UPR    |          |
| 1984-          | Francis Grignon | UMP    |          |